# Aeroporto Internazionale di Pelotas
L'Aeroporto Internazionale João Simões Lopes Neto (in portoghese Aeroporto Internacional João Simões Lopes Neto) è uno scalo aereo brasiliano che serve la città di Pelotas, nello stato del Rio Grande do Sul.

## Storia
Il 22 giugno 1927 giunse a Pelotas il primo volo passeggeri commerciale ufficiale operato dalla compagnia aerea brasiliana VARIG fondata solo un mese prima. Il volo Porto Alegre-Pelotas-Rio Grande, operato da un anfibio Dornier Do J, utilizzò il fiume Pelotas per le operazioni di atterraggio e decollo. Tuttavia, già nel 1930, era stato costruito un piccolo terminal presso una striscia erbosa nel sito dove oggi si trova l'aeroporto.
Nel 1935 l'aeroporto fu ufficialmente inaugurato.
Nel 1997 l'intero complesso aeroportuale è stato ampiamente rinnovato e l'anno successivo è stato aperto un nuovo terminal. Nel 2001 è stato promosso a livello internazionale.

### Incidenti
- L'11 gennaio 1949 un SAVAG Lockheed Model 18-10-01 Lodestar con registrazione PP-SAC in volo da Pelotas a Porto Alegre si schiantò subito dopo il decollo da Pelotas uccidendo tutti gli 8 occupanti. È probabile che le cause sia stata la contaminazione del carburante[1].
- Il 12 aprile 1960 un PP-CDS con registrazione VARIG Douglas C-53 che operava un volo per Cruzeiro do Sul da Pelotas a Porto Alegre entrò in collisione con altri due aerei, si schiantò e prese fuoco dopo aver deviato a destra durante il decollo e una correzione eccessiva provocò una brusca svolta a sinistra[2]. Dei 22 passeggeri e dell'equipaggio a bordo, 10 sono morti.